# Zabrđe
Zabrđe patří do opčiny Ston v Chorvatsku, v Dubrovnicko-neretvanské župě. V roce 2001 měla 67 obyvatel a 18 domů.

## Poloha
Zabrđe je vesnice v centrální části vnitrozemí poloostrova Pelješac severně od hlavní silnice D 414 od Stonu směrem na Orebić, mezi vesnicí Sparagovići a odbočkou na Dančanje a Brijestu.